# 제41회 대종상
제41회 대종상은 2004년 6월 4일에 열린 시상식이다.

## 수상 및 후보

### 최우수작품상
- 봄여름가을겨울 그리고 봄 - LJ필름 수상

### 감독상
- 올드보이 - 박찬욱 수상

### 시나리오상
- 범죄의 재구성 - 최동훈 수상

### 남우주연상
- 올드보이 - 최민식 수상

### 여우주연상
- 바람난 가족 - 문소리 수상

### 남우조연상
- 실미도 - 허준호 수상

### 여우조연상
- 어디선가 누군가에 무슨일이 생기면 틀림없이 나타난다 홍반장 - 김가연 수상

### 신인남자배우상
- 어린 신부 - 김래원 수상

### 신인여자배우상
- 어린 신부 - 문근영 수상

### 신인감독상
- 범죄의 재구성 - 최동훈 수상

### 촬영상
- 태극기 휘날리며 - 홍경표 수상

### 편집상
- 올드보이 - 김상범 수상

### 조명상
- 올드보이 - 박현원 수상

### 음악상
- 올드보이 - 조영욱 수상

### 의상상
- 스캔들 - 조선남녀상열지사 - 정구호, 김희주 수상

### 미술상
- 태극기 휘날리며 - 신보경, 강창길, 강보길 수상

### 기획상
- 실미도 - 김형준 수상

### 영상기술상
- 내츄럴 시티 - (주) 메커드. 문병용, 신재호, 정도안 수상

### 음향기술상
- 태극기 휘날리며 - 이태규, 김석원 수상

### 심사위원 특별상
- 실미도 - 플레너스시네마서비스 수상

### 남자인기상
- 말죽거리 잔혹사 - 권상우 수상

### 여자인기상
- 어린 신부 - 문근영 수상

### 각색상
- 실미도 - 김희재 수상

### 베스트드레서상
- 이미연 수상